# Landujan
Landujan – miejscowość i gmina we Francji, w regionie Bretania, w departamencie Ille-et-Vilaine.
Według danych na rok 1990 gminę zamieszkiwało 640 osób, a gęstość zaludnienia wynosiła 45 osób/km² (wśród 1269 gmin Bretanii Landujan plasuje się na 753. miejscu pod względem liczby ludności, natomiast pod względem powierzchni na miejscu 692.).